# Karel II. Španělský
Karel II. (6. listopadu 1661 – 1. listopadu 1700), zvaný El Hechizado (Očarovaný) byl poslední španělský, neapolský a sicilský král z rodu Habsburků. Jeho otcem byl Filip IV. a matkou Marie Anna Habsburská.

## Dětství
Karlovým otcem byl španělský král Filip IV. z rodu Habsburků a matkou Marie Anna Habsburská, která byla manželkou Filipa IV. a zároveň i jeho neteří. Syn Karel nebyl prvním dítětem vzešlým z tohoto svazku, ale většina jeho dříve narozených sourozenců již zemřela. I Karel byl dítětem často nemocným a fyzicky slabým, což bylo způsobeno především vlivem častých příbuzenských sňatků mezi jeho předky. Sedm z jeho osmi praprarodičů tak například pocházelo přímo od jediné osoby, od Johany Šílené. Malý Karel měl od samého počátku nepřirozeně velkou hlavu, slabé tělo, ještě v šesti letech neuměl pořádně chodit, jeho tvář byla znetvořena pro Habsburky typickým převislým rtem a spodní část obličeje měl silně zdeformovanou, což mu způsobovalo značné potíže při mluvě i při kousání potravy. Omezené byly také jeho rozumové schopnosti. Naučil se číst a psát, ale nebyl schopen pochopit komplikovanější problémy. Byl také psychicky labilní a po celý život trpěl úzkostnými stavy, nerozhodností a záchvaty hluboké melancholie.

## Král
Když byly Karlovi čtyři roky, jeho otec zemřel. Čtyřletý Karel II. se stal novým panovníkem španělské říše, ke které patřila i Neapol, Milán, Sardinie, Sicílie, Filipíny a rozsáhlá území v Americe. Vzhledem k tomu, že Karel byl právně nezletilý, byla jeho matka Marie Anna Radou Kastilie jmenována královnou regentkou. Snažila ze všech sil sblížit španělské Habsburky s Habsburky rakouskými a narušit tak dosavadní křehké spojenectví Španělska s Francií. V opozici se tak ocitli všichni přívrženci španělsko-francouzské koalice, v jejichž čele stál nemanželský syn zemřelého Filipa IV. a bratr dospívajícího Karla II. don Juan José de Austria. Ten se dostal roku 1677 k moci, plně Karla II. ovládl a postaral se o to, aby se sesazená regentka Marie Anna Habsburská odebrala do vyhnanství v Toledu. Roku 1679 byl dohodnut sňatek Karla II. s princeznou Marií Louisou Orleánskou z francouzského rodu Bourbonů. V tomtéž roce ale don Juan José de Austria náhle umírá, Karlova matka se znovu ujímá vlády a opět nastolí u dvora protifrancouzskou atmosféru. Uprostřed této nervní a složité situace přijíždí do Španělska Karlova nevěsta Marie Louisa Orleánská, dcera vévody Filipa I. Orleánského a neteř francouzského krále Ludvíka XIV. S Karlem II. se poprvé osobně setkala 19. listopadu 1679, kdy uzavřeli sňatek.

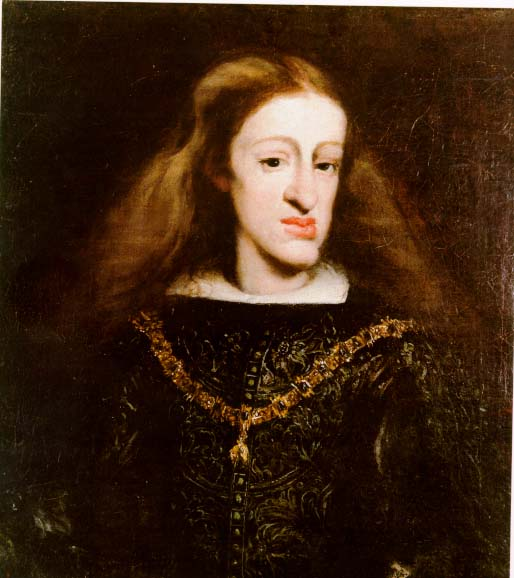
Karel II.

## Manžel
Vztah Karla II. a Marie Louisy Orleánské byl překvapivě velmi pěkný. Marie Louisa pociťovala ke svému manželovi téměř mateřskou něhu a s láskou o něj pečovala. Karlův zdravotní stav nebyl nikdy dobrý, neustále ho sužovaly horečky, nevolnost a bolest hlavy. Tento nepříznivý stav měl vliv na jeho náladu, která kolísala od hněvu a zlosti po melancholii. Marie Louisa mu přesto byla vždy nablízku a snažila se jej rozptýlit. Karel II. zažil po boku této své manželky zřejmě nejšťastnější chvíle svého života. O sexuálním životě manželů toho nevíme mnoho, ale je pravděpodobné, že Karel II. zřejmě trpěl některou ze sexuálních dysfunkcí, která znemožňovala otěhotnění jeho ženy.

## Bezmocný panovník
Reálnou moc v zemi držela ve svých rukou i nadále Karlova matka Marie Anna Habsburská a jí věrní ministři. Karel II. pouze podepisoval předložené dokumenty. Původní nevraživost vůči francouzské snaše přešla Marii Annu Habsburskou velmi rychle, jelikož zjistila, že synova manželka nejeví sebemenší zájem o politiku a není tedy nebezpečná. Se sňatkem se tak nakonec smířila a se snachou jednala laskavě. Méně spokojený byl ale strýc Ludvík XIV., který si od sňatku své neteře s Karlem II. sliboval navázání nové vzájemné spolupráce obou zemí. Roku 1683 vyprovokoval Ludvík XIV. další z řady francouzsko-španělských válek a dosáhl toho, že Španělsko muselo přenechat Francii území Lucemburska. Ve Španělsku se zvedl prudký odpor ke všemu francouzskému a nenávist lidu se obrátila i proti Marii Louise Orleánské. Stále více jí bylo vyčítáno i to, že dosud neporodila následníka trůnu. Psychický tlak na mladou královnu den ode dne sílil a zastání časem nenacházela už ani u svého manžela, který rovněž podlehl protifrancouzským náladám. Nenávist mezi manželi se ještě více prohloubila tehdy, když Karel II. propustil ode dvora zbytek francouzského doprovodu své ženy a zemi navíc opustil i francouzský velvyslanec. Marie Louisa se v těchto těžkých chvílích uchýlila k tomu, že předstírala těhotenství, což v pozdějších letech použila ještě několikrát. Spory byly okamžitě zapomenuty a na královském dvoře nastal na chvíli čas radostného očekávání. Roku 1689 se Karlova matka Marie Anna Habsburská, stojící i nadále v čele prorakouské strany, snažila svého syna znovu zatáhnout do války proti Francii. Karlova manželka se ale na nátlak svého strýce Ludvíka XIV. poprvé a naposledy pokusila ovlivnit rozhodnutí svého manžela a přesvědčit ho o tom, že Španělsko má v této válce, známé jako válka o falcké dědictví, zachovat neutralitu. Už se zdálo, že Karel II. odolá vlivu své dominantní matky a poslechne manželku, ta však náhle 12. 2.1689 zemřela. Dva měsíce po smrti své první ženy Marie Louisy Orleánské tak král Karel II., a s ním celé Španělsko, stál opět na prahu dalšího válečného konfliktu.

## Druhý sňatek
Necelé tři měsíce po smrti první manželky bylo oficiálně oznámeno zasnoubení ovdovělého Karla II. s Marií Annou Falcko-Neuburskou, dcerou falckého kurfiřta Filipa Viléma. Marie Anna byla spřízněna s mnoha panovnickými domy v Evropě, její sestry byly totiž velmi výhodně provdány. Sestra Marie Sofie byla portugalskou královnou, sestra Hedvika Alžběta měla za manžela syna polského krále a sestra Eleonora byla dokonce císařovnou a nyní tedy i součástí rodu rakouských Habsburků. Nová španělská královna dorazila do Španělska po sedmi měsících strastiplné cesty 26. 3.1690. Sňatek se uskutečnil 4. 5.1690. Ke své druhé ženě ale Karel II. nikdy nepocítil takovou náklonnost jako k ženě první. Marie Anna byla údajně panovačná, náladová, zlostná a hysterická. Značně u dvora protežovala své příbuzné, kterým pomáhala k získání výnosných úřadů, čímž si proti sobě popudila většinu španělské šlechty. Karel II. zažíval v tomto manželství neradostné chvíle, jelikož se ocitl mezi dvěma dominantními ženami, matkou a manželkou, které obě toužily po moci. Tchyně Marie Anna Habsburská a její druhá snacha se tak od samého počátku nenáviděly a snažily se Karla II. ovlivnit. Stejně jako jeho první manželka, používala i Marie Anna často lest předstíraného těhotenství, pomocí které na svého nerozhodného manžela nejednou činila nátlak.

## Čas válek
Celé období vlády španělského krále Karla II. se neslo ve znamení neustávajících válečných konfliktů s expanzivně se rozšiřující Francií. Karlův švagr, francouzský král Ludvík XIV., se snažil oslabit moc Habsburků v Evropě a využil k tomu každé možné příležitosti. První konflikt za vlády Karla II. vypukl už v druhém roce jeho panování, roku 1667, když bylo Karlovi pouhých šest let. Jednalo se tzv. devoluční válku, kdy Ludvík XIV. vpadl do Španělského Nizozemí, na které měla dle jeho názoru nezpochybnitelný dědický nárok jeho manželka, Karlova sestra Marie Tereza. V roce 1672 vypukla holandská válka, v níž stála na jedné straně Francie, Anglie, Bavorsko, kolínské arcibiskupství a münsterské biskupství a na straně druhé pak Nizozemí, Dánsko a Španělsko. Španělsko ztratilo v této válce několik měst ve Španělském Nizozemí a vzdalo se ve prospěch Francie Franche-Comté. V roce 1686 byla proti Francii uzavřena aliance, nazvaná augšpurská liga, kdy své síly spojil císař Leopold I., Španělsko, Švédsko, Bavorsko a některá svobodná říšská města. Zanedlouho následuje válka o falcké dědictví, v níž Ludvík XIV. vznesl jménem své švagrové Alžběty Šarloty Falcké, manželky Filipa I. Orleánského, dědický nárok na část Falce, a to navzdory tomu, že se Alžběta Šarlota Falcká těchto nároků vzdala už ve svatební smlouvě. Císař Leopold I., Anglie, Skotsko, Nizozemí, Španělsko a Savojsko uzavřeli velkou alianci proti Francii. V roce 1696 došla situace v této válce tak daleko, že nepřátelská francouzská vojska postoupila až k Barceloně a zamířila na Madrid. V tom okamžiku náhle navrhl Ludvík XIV. mírová jednání. Francouzský král už zřejmě počítal s blízkým koncem churavějícího švagra Karla II. Španělského a rozhodl se upravit a zlepšit své vztahy s ostatními mocnostmi tak, aby nepřišel zkrátka při budoucím dědickém vypořádání. 11. 10.1698 uzavřeli Ludvík XIV. a Vilém III. Oranžský tajnou smlouvu o rozdělení španělských držav po smrti Karla II. Španělského. Další tajné dohody byly uzavřeny roku 1700. Španělsko bylo v té době vyčerpané neustálými válkami, země byla ve finanční krizi, zavládl hlad a hrozila vzpoura obyvatelstva. Karel II. ale již neměl sílu nastolit potřebné změny. Byl vážně nemocen, trpěl vodnatelností, natékaly mu klouby, částečně oslepl. Barva kůže svědčila o postupném selhávání jater. Karel mluvil se stále větší námahou a jeho řeč se nakonec stala nesrozumitelnou.

## Španělské dědictví
Vzhledem k tomu, že Karel II. Španělský nezplodil potomka, stala se otázka budoucího následnictví trůnu v zemi aktuální už za jeho života. Příčinou opakovaného jednání o tomto problému byl rovněž Karlův dlouhodobě neuspokojivý zdravotní stav. Nárok na trůn si do budoucna činili především Habsburkové a Bourboni. Karel II. váhal s tím, kterému z těchto rodů dát přednost, jelikož měl rodinné vazby na oba. Sám byl po obou rodičích Habsburk a jeho sestra Markéta Tereza Španělská byla kdysi provdána za císaře Leopolda I. Habsburského. Druhá, polorodá sestra Marie Tereza byla ale dcerou Izabely Bourbonské a později se provdala za svého bratrance, francouzského krále Ludvíka XIV. Také teta Karla II., Anna Rakouská, se provdala do Francie za krále Ludvíka XIII. Nelze opomenout ani to, že první žena Karla II. pocházela z francouzského královského rodu. Budoucí dědicové Karla II. a kandidáti na španělský trůn tak byli původně tři. Druhorozený císařův syn, arcivévoda Karel Habsburský, dále Josef Ferdinand Bavorský, prasynovec Karla II. Španělského, a Filip z Anjou, vnuk francouzského krále Ludvíka XIV. Na Karla II. byl v posledních letech jeho života vyvíjen silný tlak, aby včas určil svého nástupce. Francouzská strana neměla v té době u španělského dvora žádné přímluvce, a tak se rozhodovalo jen mezi dvěma kandidáty. Karlova manželka Marie Anna Falcko-Neuburská obhajovala svého synovce arcivévodu Karla Habsburského, zatímco Karlova matka bojovala za syna své vnučky, malého Josefa Ferdinanda Bavorského. Matka nakonec zvítězila a Karel II. podepsal roku 1696 závěť ve prospěch Josefa Ferdinanda. Rozlícená manželka mu následně udělala děsivou scénu a Karel II. upadl do dalšího záchvatu své těžké melancholie. V následujícím roce byl svou manželkou donucen napsat dopis císaři, v němž ho ujistil, že následníkem bude arcivévoda Karel. Své rozhodnutí ale znovu změnil (1698) a jako svého dědice definitivně určil Josefa Ferdinanda Bavorského. O rok později však tento následník zemřel a Karel II. byl znovu vystaven silnému tlaku vlivných skupin u dvora. Karlův psychický i fyzický stav se rychle zhoršoval. Dne 2. října 1700 se primas španělské zemské církve Luís Manuel Fernández de Portocarrero vydal k umírajícímu králi Karlovi II., aby mu poskytl poslední duchovní útěchu. Zároveň Karla II. přesvědčil k tomu, aby sepsal poslední a řádnou závěť. Pod vlivem tohoto duchovního vznikla 3. 10. 1700 Karlova závěť ve prospěch francouzského kandidáta Filipa z Anjou.
Karel II. zemřel 1. listopadu 1700 ve věku 38 let. Jeho poslední přání nebylo Habsburky uznáno a objevil se názor, že Karel II. neučinil své rozhodnutí vědomě a že buď nevěděl, co podepisuje, nebo byla tato pasáž na listinu přidána později. Toto zpochybnění vedlo ke třináct let trvající válce o dědictví španělské, v níž nakonec Filip z Anjou své nároky obhájil a nastoupil na španělský trůn jako Filip V. Jeho potomci vládnou ve Španělsku dodnes.

## Vývod z předků
|           |                           |  |                   |                          |  |  |  |  |  |  |  | Karel V. |
|           |                           |  |                   |                          |  |  |  |  |  |  |  |          |
|           | Filip II. Španělský       |  |                   |                          |  |  |  |  |  |  |  |          |
|           |                           |  |                   |                          |  |  |  |  |  |  |  |          |
|           |                           |  |                   | Isabela Portugalská      |  |  |  |  |  |  |  |          |
|           |                           |  |                   |                          |  |  |  |  |  |  |  |          |
|           | Filip III. Španělský      |  |                   |                          |  |  |  |  |  |  |  |          |
|           |                           |  |                   |                          |  |  |  |  |  |  |  |          |
|           |                           |  |                   | Maxmilián II. Habsburský |  |  |  |  |  |  |  |          |
|           |                           |  |                   |                          |  |  |  |  |  |  |  |          |
|           | Anna Habsburská           |  |                   |                          |  |  |  |  |  |  |  |          |
|           |                           |  |                   |                          |  |  |  |  |  |  |  |          |
|           |                           |  |                   | Marie Španělská          |  |  |  |  |  |  |  |          |
|           |                           |  |                   |                          |  |  |  |  |  |  |  |          |
|           | Filip IV. Španělský       |  |                   |                          |  |  |  |  |  |  |  |          |
|           |                           |  |                   |                          |  |  |  |  |  |  |  |          |
|           |                           |  |                   | Ferdinand I. Habsburský  |  |  |  |  |  |  |  |          |
|           |                           |  |                   |                          |  |  |  |  |  |  |  |          |
|           | Karel II. Štýrský         |  |                   |                          |  |  |  |  |  |  |  |          |
|           |                           |  |                   |                          |  |  |  |  |  |  |  |          |
|           |                           |  |                   | Anna Jagellonská         |  |  |  |  |  |  |  |          |
|           |                           |  |                   |                          |  |  |  |  |  |  |  |          |
|           | Markéta Štýrská           |  |                   |                          |  |  |  |  |  |  |  |          |
|           |                           |  |                   |                          |  |  |  |  |  |  |  |          |
|           |                           |  |                   | Albrecht V. Bavorský     |  |  |  |  |  |  |  |          |
|           |                           |  |                   |                          |  |  |  |  |  |  |  |          |
|           | Maria Anna Bavorská       |  |                   |                          |  |  |  |  |  |  |  |          |
|           |                           |  |                   |                          |  |  |  |  |  |  |  |          |
|           |                           |  |                   | Anna Habsburská          |  |  |  |  |  |  |  |          |
|           |                           |  |                   |                          |  |  |  |  |  |  |  |          |
| Karel II. |                           |  |                   |                          |  |  |  |  |  |  |  |          |
|           |                           |  |                   |                          |  |  |  |  |  |  |  |          |
|           |                           |  | Karel II. Štýrský |                          |  |  |  |  |  |  |  |          |
|           |                           |  |                   |                          |  |  |  |  |  |  |  |          |
|           | Ferdinand II. Habsburský  |  |                   |                          |  |  |  |  |  |  |  |          |
|           |                           |  |                   |                          |  |  |  |  |  |  |  |          |
|           |                           |  |                   | Maria Anna Bavorská      |  |  |  |  |  |  |  |          |
|           |                           |  |                   |                          |  |  |  |  |  |  |  |          |
|           | Ferdinand III. Habsburský |  |                   |                          |  |  |  |  |  |  |  |          |
|           |                           |  |                   |                          |  |  |  |  |  |  |  |          |
|           |                           |  |                   | Vilém V. Bavorský        |  |  |  |  |  |  |  |          |
|           |                           |  |                   |                          |  |  |  |  |  |  |  |          |
|           | Marie Anna Bavorská       |  |                   |                          |  |  |  |  |  |  |  |          |
|           |                           |  |                   |                          |  |  |  |  |  |  |  |          |
|           |                           |  |                   | Renata Lotrinská         |  |  |  |  |  |  |  |          |
|           |                           |  |                   |                          |  |  |  |  |  |  |  |          |
|           | Marie Anna Rakouská       |  |                   |                          |  |  |  |  |  |  |  |          |
|           |                           |  |                   |                          |  |  |  |  |  |  |  |          |
|           |                           |  |                   | Filip II.                |  |  |  |  |  |  |  |          |
|           |                           |  |                   |                          |  |  |  |  |  |  |  |          |
|           | Filip III. Španělský      |  |                   |                          |  |  |  |  |  |  |  |          |
|           |                           |  |                   |                          |  |  |  |  |  |  |  |          |
|           |                           |  |                   | Anna Habsburská          |  |  |  |  |  |  |  |          |
|           |                           |  |                   |                          |  |  |  |  |  |  |  |          |
|           | Marie Anna Španělská      |  |                   |                          |  |  |  |  |  |  |  |          |
|           |                           |  |                   |                          |  |  |  |  |  |  |  |          |
|           |                           |  |                   | Karel II. Štýrský        |  |  |  |  |  |  |  |          |
|           |                           |  |                   |                          |  |  |  |  |  |  |  |          |
|           | Markéta Štýrská           |  |                   |                          |  |  |  |  |  |  |  |          |
|           |                           |  |                   |                          |  |  |  |  |  |  |  |          |
|           |                           |  |                   | Marie Bavorská           |  |  |  |  |  |  |  |          |
|           |                           |  |                   |                          |  |  |  |  |  |  |  |          |